# Евроскептицизам
Евроскептицизам (такође познат као ЕУ-скептицизам) означава критицизам према Европској унији (ЕУ) и европским интеграцијама. Он такође може означавати супротстављање и потпуно одбацивање Европске уније (анти-ЕУ-изам).
Извори на којима почива евроскептицизам су идеје да европске интеграције слабе национални суверенитет и националну државу; да постоји недостатак демократије (демократски недостатак) у Европској унији; да је ЕУ превише бирократска; да поспешује високи ниво миграција; или опажања да су неолибералне организације те које богате бизнис елиту на рачун радничке класе. Евроскептицизам проналазимо у политичким странкама широм читавог политичког спектра, и левице и деснице. Однедавно, јачање популистичких десничарских странака у Европи је дубоко повезано са растом Евроскептицизма на континенту.
Евробарометар анкете спровођене над грађанима Европске уније показују да поверење у ЕУ и њихове институције су значајно опале од краја 2007. године. Од тада је константно испод 50%. Анкета из 2009 је показала да је подршка чланству у ЕУ била најнижа у Литванији, Уједињеном Краљевству (УК) и Мађарској. До 2016, државе које посматрају ЕУ као најнепожељнију биле су Грчка, Француска, Шпанија и  Уједињено Краљевство. Референдум о наставку чланства у ЕУ одржан у Уједињеном Краљевству 2016. године, резултирао је 51,9% гласова у корист напуштања ЕУ. Од 2015, поверење у ЕУ се незнатно повећало у већини земаља ЕУ као последица опадања нивоа незапослености и повећања економског раста. Евроскептицизам не треба мешати са анти - европеанизмом. Супротност Евроскептицизму је познат као про-Европеанизам (или Европски унијанизам).

## Глобална перспектива
Иако су имали нека преклапања, евроскептицизам и анти-европеизам, су различити. Анти-европеизам је одувек имао јак утицај у америчкој култури и америчком ексептионализму, који понекад гледа на Европу у опадању или као на моћног ривала у успону, или оба. Поједини аспекти евроскептицизма у Уједињеном Краљевству се угледала на америчке ауторе.

## Терминологија
Сматра се да постоје неколико различитих врста евроскептичне мишљења, која се разликују  у мери у којој присталице одбацују интеграцију између држава чланица Европске уније (ЕУ) и њихових разлога за то. Алекс Шчербиак и Пол Таргат описали су два од њих као тврд и меки евроскептицизам.

### Тврд евроскептицизам
Према Шчербиаку и Таргату, тврди евроскептицизам (такође назван анти-ЕУ-изам) је принципијелна опозиција ЕУ и европским интеграцијама и стога се може видети у странкама које мисле да њихове земље треба да се повуку из чланства, или чија се политика према ЕУ једнако противи читавом пројекту европских интеграција као што је тренутно замишљено.
Групације Слободна Европа и Директна Демократија у Европском парламенту, које карактеришу такве партије као независна странка Уједињеног Краљевства (УКИП), показују тврди евроскептицизам. У западноевропским земљама чланицама ЕУ, тврди евроскептицизам је тренутно карактеристика многих владајућих странки.
Неки окорели евроскептици више воле да се називају еврореалистима уместо скептицима, и сматрају свој положај прагматичнијим а не генералним. Поред тога, Тони Бен, члан левичарске Лабуристичке партије која се борила против европске интеграције 1975. године супротстављајући се чланству Европских заједница на референдуму те исте године, истакао је своје противљење ксенофобији и своју подршку демократији, рекавши: "Мој став о Европској унији није одувек био да сам непријатељ према странцима, већ да сам за демократију [...] Мислим да тамо граде империју, желе да будемо део њихове империје, а ја то не желим."
Чешки председник Вацлав Клаус одбацио је термин "евроскептицизам" због његових негативних нијанси, рекавши (на састанку у априлу 2012. године) да изрази за евроскептика и његовог противника треба да  буде "еурореалиста" и неко ко је "евро- наиван”.
Франсоа Аселино из француске Народне републиканске уније критиковао је употребу израза "скептик" да би описао тешке евроскептике, и радије се заложио за употребу израза “евро противник“. Међутим, он сматра да употреба термина "скептик" тачније за меке евроскептике, јер друге еуроскептичне странке у Француској "само критикују" ЕУ без узимања у обзир чињенице да Уговор о функционисању Европске уније само може бити измењен једногласном сагласношћу свих држава чланица ЕУ, нешто што сматра да је немогуће постићи.

### Меки евроскептицизам
Меки евроскептицизам је подршка постојању и чланству у облику Европске уније, али у супротности са специфичним политикама ЕУ, или по Тагартовим и Шчербиаковим речима, "где не постоји  морална примедба на европску интеграцију или чланство у ЕУ, али где забринутост у једном (или вец́ем броју) области политике води до изражавања квалификоване опозиције према ЕУ или тамо где постоји осећај да је "национални интерес" тренутно у супротности са путањом ЕУ. Група европских конзервативаца и реформиста, које карактеришу централна десница, као што су Британска конзервативна странка или Демократска партија Чешке, заједно са Европском уједињеном левичарском нордијском зеленом левицом, која је савез левичарских партија у Европском парламенту, приказује меки евроскептицизам.

### Критицизам термина „меки“ и „тврди“ евроскептицизам
Неки тврде да не постоји јасна разлика између претпостављених термина „тврди“ и „меки“ евроскептицизам. Копецки и Муд су рекли да уколико је демаркациона линија број којим политикама се странке супротстављају, онда се поставља питање колико се мора странка супротстављати и чему се то странка треба супротстављати да би била „тврда“ уместо „мека“ евроскептична странка.

### Други термини
Неки научници узимају у обзир постепену разлику у терминологији између „меког“ и „тврдог“ евроскептицизма које је нужно прилагодити великим разликама у терминима које постоје у политичкој агенди. Стога се „тврди евроскептицизам“  такође означавао као „еврофобија“ за разлику од самог „евроскептицизма“. Друга алтернативна имена за „тврди“ и „меки“ евроскептицизам укључују, тим редом „реформистички“ евроскептицизам и евроскептицизам „повлачења“.

## Евробарометарске анкете
Анкета у новембру 2015, спроведена од стране ТНС мишљење и социјално у име Европске комисије, показало је, преко целе Европе, они са позитивном сликом о ЕУ су у паду са високог процента од 52 из 2007 године на 37% у јесен 2015. Ово се пореди са 23% са негативном сликом о ЕУ, и 38% са неутралном сликом о ЕУ. Око 43% Европљана мисли да идемо у погрешном правцу у ЕУ, поредећи их са 23% људи који мисле да идемо у добром правцу (11% су неопредељени). Око 32% становника Европске уније претендује да верује ЕУ као институцији, а око 55%  не претендују да верују у то (13% су неопредељени). Неповерење у ЕУ је било највеће у Грчкој (81%), Кипру (72%), Аустрији (64%), Француској (65%) и Немачкој, Уједињено Краљевство и Чешка република (са 63%). Свеукупно, више одазваних не верују својој влади (66%) него ЕУ (55%). Највеће неповерење властитој влади је било у Грчкој (82%), Словенији (80%), Португалу (79%), Кипру (76%) и Француској (76%).

## Историја у Европском парламенту

### 1999—2004.
Студија је анализирала евиденцију о гласању Петог Европског парламента и рангиране групе, закључивши: "Ка врху фигуре су проевропске странке (ПЕС, ЕПП-ЕД и АЛДЕ), дакле ка дну фигура су више заступљене анти-европске странке (ЕУЛ / НГЛ, Г / ЕФА, УЕН и ЕДД). "

### 2004—09
У 2004. години, 37 посланика Европског парламента из Велике Британије, Пољске, Данске и Шведске основало је нову групу Европског парламента под називом "Независност и Демократија" из старе групе Демократије и Разноликости (ЕДД).
Главни циљ ИД групе био је одбацити предложени Уговор о успостављању Устава за Европу. Неке делегације унутар групе, нарочито оне из УКИП-а, такође су се залагале за потпуно повлачење своје земље из ЕУ, док су друге само желеле ограничити даље Европске интеграције.

### Избори 2009.
Избори 2009. године су видели значајан пад подршке у одређеним областима за евроскептичне партије, при чему су сви такви посланици из Пољске, Данске и Шведске изгубили своје место. Међутим, у Великој Британији, Евроскептик УКИП је постигао друго место на изборима, завршивши испред владајуће Лабуристичке партије, а Британска национална партија (БНП) освојила је своја прва два посланике у Европу. Иако су се нови чланови придружили ИД групи из Грчке и Холандије, било је нејасно да ли ће се група реформирати у новом парламенту.
ИД група се реформирала, као Европу Слободе и Демократије (ЕФД) и представљена је од стране 32 посланика из девет земаља.

### Избори 2014.
На изборима 2014. године дошло је до великог гласања против избора у корист евроскептичних партија, које су имале око четвртине доступних места. Они који су освојили своје националне изборе били су: УКИП у Великој Британији (први пут од 1906. да је странка која није Рад или Конзервативци добила национални глас), Национални фронт у Француској, Народна странка у Данској и Сириза у Грчкој. Друга места су преузели Синн Феин у Ирској и Покрет пет звезда у Италији. Херман Ван Ромпуи, председник Европског већа, сложио се након избора за поновно оцењивање дневног реда економског подручја и започињање консултација о будућим политичким подручјима са 28 држава чланица.

## Евроскептицизам међу државама чланицама ЕУ
Погледај такође: Европска мигрантска криза

### Аустрија
Од 2013. године, шест странака заједно имало је 183 мандата у Државном већу, и сви укупно 62 мандата у Савезном већу и 19 мандата у Европском парламенту. Социјалдемократска странка Аустрије (ССА – социјал демократе), која има 56 од 183 мандата у Државном већу, 24 од 62 мандата у Савезном већу, и 5 од 19 мандата у Европском парламенту, је странка про–европских интеграција, као и што Аустријска народна странка (АНС – конзервативци/хришћани), која има 51 од 183 мандата у Државном већу, 28 од 62 мандата у Савезном већу, и 6 од 19 мандата у Европском парламенту, и Зелени – Зелена алтернатива (зелени), који имају 20 од 183 мандата у Државном већу, 3 од 62 мандата у Савезном већу, и 2 од 19 мандата у Европском парламенту.
Слободарска партија Аустрије (СПА), основана је 1956, је десничарско популистичка странка која углавном има подршку младих и радника. Године 1989, променила је свој став од Европске уније ка евроскептицизму. Противила се чланству Аустрије у Европској унији 1994. године, и противила се увођењу евра 1998. године. Странка би напустила ЕУ уколико би се она развила у државу, или уколико би Турска постала чланица Европске уније. СПА је освојила 20 – 27% гласова националног бирачког теле 1990-их, а у скорије време, 2008, освојила је 17,5% гласова. Тренутно има 34 од 183 мандата у Државном већу, 4 од 62 мандата у Савезном већу, и 2 од 92 мандата у Европском парламенту.
Алијанса за будућност Аустрије (АБА), основана је 2005. године, је социјално конзервативна странка која је одувек има евроскептичне елементе. Странка је отворено заговарала иступање из еврозоне 2011. године, а 2012. године је јавно обзнанила да се залаже за потпуно иступање из Европске уније. Странка је такође позивала на референдум у вези Лисабонског уговора. По анкетама тренутна њихова подршка износи око 10 – 15%, иако је у једној држави освојила 45% гласова 2009. године. Тренутно има 13 од 183 мандата у Државном већу, 0 од 62 мандата у Савезном већу, и 0 од 19 мандата у Европском парламенту.
Тим Штронах, основан је 2012. године, у кампањи се залагао за реформу Европске уније, као и за то да се евро замени аустријским евром. У 2012, као и обично освојио је 8 – 10% националног бирачког тела. Политичари из различитих политичких странака (укључујући и Социјалдемократску странку и Алијансу за будућност Аустрије), слично попут и претходних независних странака, заменили су своју верност у замену за нову странку у настајању. На двоје локалних избора у марту 2013. године, освојили су 11% гласова у Картини, и 10% гласова у Доњој Аустрији. Тренутно има 6 од 183 мандата у Државном већу, 1 од 62 мандата у Савезном већу, и 0 од 19 мандата у Европском парламенту.
Евалд Штадлер, бивши члан СПА (након тога и АБА), био је веома евроскептичан, али 2011. године постао је посланик у Европском парламенту услед Лисабонског уговора. Пре него што је Штадлер прихватио мандат, уследила је жестока критика Јорга Лајхтфрида (ССА) „Штадлер само жели да спасе своју политичку каријеру“, јер је Штадлер пре тога изјавио да он никада не би прихватио посланички мандат уколико је то последица Лисабонског уговора. Он је 23. децембра 2013. године основао конзервативну и евроскептичну странку под називом Реформски конзервативци.
У изборима за Европски парламент 2014. године, СПА повећала је своје гласачко тело на 19,72% (за 7,01% више), освојивши два нова посланичка мандата, чинећи укупно четири; странка се нашла на трећем месту иза АНС и СПА. ЕУ – СТОП (савез за изборе Странке за излазак из ЕУ и Слободне неутралне аустријске федерације), добили су 2,76% гласова, не добивши места у парламенту, и Реформски конзервативци 1,18% гласова, са Тимом Стронач, нису имали своје кандидате.
Хајнц – Кристијан Штрахе је председник аустријске тврде евроскептичне странке Слободарска партија Аустрије.

### Белгија
Водећа евроскептична странка у Белгији је Фламански интерес.
У изборима за европски парламент 2014. године, белгијски Фламански интерес, изгубио је преко половине подршке бирачког тела од претходних избора, освојивши 4,26% (за 5,59% мање) и изгубивши једно од два посланичка мандата.

### Бугарска
Странке са претежно евроскептичним погледима су Савез комуниста у Бугарској, НФСБ, Напад и [[ВМРО-БНД|ВМР]-БНДО] (у некој мери Бугарска Без Цензуре, која је у коалицији са ВМРО-БНД, оба представљају чланове евроскептичног Европског Конзервативца и Реформиста). Бугарски министар финансија Симеон Ђанков, изјавио је 2011. године да би ЕРМ II могућност за чланство у еврозони могло бити одложено, за период након стабилизације кризе Еврозоне.
На изборима у Европском парламенту за 2014. годину, Бугарска је остала претежно про-ЕУ, странка Евроскептик Напад добила је 2,96% гласова, што је за 9% мање, док је политичка странка НФСБ узела 3,05% ; ни једна странка није обезбедила ни једног посланика (као члана Европског парламента).
Следбеници Евроскептичног напада срушили су и газили заставу Европске уније 3. марта 2016. године на састанку странке у главном граду Бугарске, Софији, посвећеном обележавању 138. годишњице ослобођења Бугарске од Османског царства.

### Хрватска
Партије са евроскептичним становиштем су углавном мале, десничарске партије попут Хрватске странке права, Хрватске странке права др. Анте Старчевић, Хрватска чиста странка права, Аутохтона хрватска странка права, Хрватска хришћанска демократска странка и Једино Хрватска - Покрет за Хрватску.
Једина велика парламентарна странка која је вокално евроскептична је Живи зид, чији су кандидати на 4. месту на парламентарним изборима у 2016. години освојили 8 од 151 расположивих места. Уопштено се сматра да се њихова позиција креће између тврдог и меког евроскептицизма; захтевају темељиту реформу ЕУ, тако да би све државе чланице биле савршено једнаке.

### Чешка Република
У мају 2010. Чешки председник Вацлав Клаус тврдио је да "не треба журити при уласку  Еврозону".
Петр Мач, економиста, блиски сарадник председника Вацлав Клаус и члан Грађанске демократске партије у периоду од 1997. до 2007. године, основао је 2009. године Странку за слободне грађане. Странка има за циљ да привуче незадовољне гласаче Грађанске демократске партије. У време ратификације Лисабонског споразума, они су активно водили кампању против ње, уз подршку председника Вацлава Клауса, који је захтевао да не учествује као што је одобрено Уједињеном Краљевству и Пољској, за разлику од владајуће Грађанске демократске странке, која га је усвојила у посланичком дому. Након што је уговор ратификован, Мачова странка жели да се у потпуности повуче из Европске уније. На изборима у Европском парламенту 2014. године, Странка слободних грађана освојила је један мандат и придружила се УКИП-у у Европи Слободе и Директне демократије (ЕФД)
Законски избори у Чешкој у 2017. години донели су парламенту три евроскептичне партије. Мека евроскептична Грађанска демократска партија (ОДС) је друга по величини, нова тешка евроскептична странка Слобода и Директна Демократија (СПД) је четврта по величини, а Комунистичка партија Чешке и Моравије (КСЧМ) која се у великој мери сматра за евроскептичну странку јесте пета највећа партија у чешкој парламенту.

### Кипар
Странке са доминантно евроскептичним погледима на Кипру су Нова интернационалистичка левица, Прогресивна партија радног народа, Комитет за радикални левичарски рели и ЕЛАМ.

### Данска
Народни покрет против Европске уније само узима учешће у изборима за Европски парламент и има само једног представника у истом. Блажи евроскептични покрет, Покрет Јун, изворно се издвојио из Народног покрета против Европске уније, и постојао је од 1992. до 2009. године.
У Данском парламенту, Јединствена листа одустала је од Европске уније као своје политике. Данска народна странка такође подржава повлачење од такве политике, али је тврдила да подржава неке институције ЕУ попут унутрашњег тржишта, и подржавала је позитивну ЕУ либерално – конзервативну коалицију између 2001 до 2011. године.
Социјалистичка народна страна, мањине унутра Социјал-либералне странке и Социјал-демократске странке, и неке мање партије биле су против приступања Европској унији 1972. године. Још увек 1986, ове странке су заговарале глас против на референдуму за Први европски закон. Након тога, Социјал-либерална странка променила је свој курс у јаку позитивну ЕУ странку, и опозиција ЕУ на челу са Социјал-демократском странком је пропала. Социјалистичка народна странка противила се Амстердамском уговору из 1998, и данском прихватању евра као званичне валуте 2000. године, али је све више постала позитивно (про) европска, што се види из примера када је народна посланица Маргарет Окен напустила Европску уједињену левицу – Нордијско зелену левицу, и прикључила се Зеленима – Европска слободна алијанса.
На изборима за Европски парламент 2014. године, Данска народна странка завршила је прва са великом разликом од 26,6%, освојивши два додатна мандата, што је укупно четири посланичка мандата. „Народни покрет против ЕУ“ добио је 8,1% гласова, задржавши један посланички мандат.
Пиа Кесго, председавајућа Данског парламента, члан (и бивша председница) екстремне евроскептична странке Данска народна странка (Dansk Folkeparti), друга највећа странка по снази у Данском парламенту, и највећа странка по снази у Европском парламенту.

### Естонија
Странка независности и Централна странка (Странка центра) биле су против приступања Естоније Европској унији, али једино се Странка независности још увек залаже за излазак Естоније из Европске уније. Конзервативна народна странка (EKRE) такође заступа евроскептичне ставове у својој политици.

### Финска
Највећа евроскептична странка у Финској је Странка Финаца. У изборима за Европски парламент, 2014. године, повећала је своје гласачко тело са 3,1% на 12,9%, добивши тако други посланички мандат.
По Евробарометар анкети 77 (резултати из пролећа 2012. године), 41% Финаца је имало поверења у Европску унију (ЕУ-27 просек: 31%), 51% је имало поверења у Европски парламент (ЕУ-27 просек: 40%), и 74% били су за евро као званичну валуту (ЕУ-27 просек: 52%).

### Француска
У десничарске евроскептичне странке убирају се галистичка странка Устани републико, и Покрет за Француску, који је некада био део Либертаса, пан – европске евроскептичне странке. У изборима за Европски парламент, 2009. године, Устани републико је освојила 1,77% гласова националног бирачког тела, а Либертас 4,8%. Слично попут неких умеренијих странака, француски десничарске и екстремни десничари природно су против ЕУ, критикујући губитак француског политичког и економског суверенитета зарад наднационалног ентитета. Неке од ових екстремних евроскептичних странака су Народни републикански савез и Национални фронт (FN). Национални фронт и Народни републикански савез се оба залажу за иступање Француска из Европске уније и напуштање евра као званичне валуте, Народни републикански савез се залаже за иступање Француске из НАТО. Национални фронт је на француским председничким изборима 2017. године освојио 33,9% гласова, учинивши је највећом евроскептичном странком у Француској.
Левичарске евроскептичне странке у Француској имају тенденцију да критикују, како то они називају неолибералну агенду, као и елементе њихове структуре који су недемократски гледајући одозго надоле. Те странке укључује Левичарску странку и Француску комунистичку странку, које су формирале Левичарски фронт за изборе за Европски парламент 2009. године, освојивши 6,3% гласова. Вођа Левичарског фронта залаже се за потпуни реформу Монетарне уније, више него за иступање Француске из Еврозоне. Неке од  водећих екстремно левичарских евроскептичних странака попут Нове антикапиталистичке странке, освојила је 4,8% гласова, и Радничка борба која је освојила 1,2% гласова. Грађански и републикански покрет, левичарско евроскептична и суверенистичка странка, није учествовала ни у једним изборима за Европски парламент.
Странка Лов, риболов, природа и традиција је аграристичко евроскептична странка, која тврди за себе да не припада ни левици, ни десници.
У изборима за Европски парламент, 2014. године, Национални фронт освојио је изборе са 24,85% гласова, са замахом од 18,5%, добивши 24 мандата, за три више од прошлог пута. Бивши француски председник Франсоа Оланд позивао је на реформу ЕУ и поновно обнављање њене изворне моћи.
Марин ле Пен – истакнута народна посланица, бивши лидер и бивши председнички кандидат Националног фронта за председника Француска, и клуба Европа нације и слободе.

### Немачка
Алтернатива за Немачку (АфД) је највећа немачка евроскептична партија. Била је изгласана у Немачком парламенту у септембру 2017. године са 94 места. У почетку је АфД била мекана евроскептична партија која је себе сматрала про-европском и про-ЕУ, али се супротставила евру, за који је веровала да је угрозио европске интеграције.
На изборима у Европском парламенту, 2014. године, Алтернатива за Немачку је освојила 5. место са 7% гласова, освојивши 7 места и члан је евроскептичних европских конзервативаца и реформиста. Алтернатива за Немачку је наставила да заседа у три државна законодавства у јесен 2014.
Партија је постала чисто евроскептична у 2015. години, када је у странци дошло до поделе, што је довело до руководства Фраукеа Петриа и строжим приступом Европској унији.
У јулу 2015. године, подела АфД-а створила је нову меку евроскептичну партију под називом Савез за напредак и обнову.

### Грчка
Главни чланак: Грчко повлачење из еврозоне и Грчка влада- дужничка криза
Златна зора, Комунистичка партија Грчке (ККЕ), АНЕЛ, Пут слободе, Народно јединство и ЛАОС су главне евроскептичне странке у Грчкој. Према Лондонској школи економије, Грчка је друга најевроскептичнија земља у Европској унији, са 50% (само иза УК) Грка који мисле да њихова земља уопште није имала користи од ЕУ.  У међувремену, 33% Грка гледа на чланство Грчке у ЕУ као  на добру ствар, благо испред Велике Британије. 81% Грка каже да ЕУ иде у погрешном правцу. Ове бројке представљају велики пораст евроскептицизма у Грчкој од 2009. године.
У јуну 2012. године, партије евроскептици у Грчкој које су биле представљене у парламенту пре избора у јануару 2015. године (АНЕЛ, Златна зора, ККЕ) добиле су 45,8% гласова и 40,3% места у парламенту. На парламентарним изборима јануара 2015. године проевропске (левица и десница) странке (НД, ПАСОК, Потами, КИДИСО, ЕК и Прасинои-ДИМАР) добиле су 43,28% гласова. Евроскептичне странке су добиле 54,64%. Евроскептичне левице (ККЕ, АНТАРСИА-МАРС и ККЕ (М-Л) / М-Л ККЕ) су добиле 42,58% гласова, а евроскептичне деснице (Златна зора, АНЕЛ и ЛАОС) су добиле 12,06% гласова, са 36,34%. Евроскептичне партије су добиле 194 места у новом парламенту, а партије које су про-ЕУ 106 места.
Према анкетама спроведеним у јуну и јулу 2015. године (12 анкета), евроскептици би у просеку добили 48,03% (искључујући ванпарламентарне партије као АНТАРСИА-МАРС и ККЕ (м-л) / МЛ-ККЕ), парламентарне проевропске партије (Потами, Нова демократија и ПАСОК) би добиле 33,82%, ванпарламентарне странке (које нису присутне у парламенту Грчке) про-ЕУ партије (КИДИСО и ЕК) добиле би 4,44%, а евроскептична десница би добила 10,2% (искључујући ванпарламентарне странке, као што је ЛАОС, које се не приказују на недавним анкетама). Меке евроскептичне партије би добиле 42,31%, тврде странке Евроскептика (укључујући ККЕ, АНЕЛ и Златну зору) би добиле 15,85%, а партије које су про-ЕУ (укључујући и ванпарламентарне странке на анкетама јавног мњења) би добиле 38,27% гласова.
На изборима у Европском парламенту 2014. године, Сириза је победила на изборима са 26,58% гласова ( скок са 21,88%) и заузела 6 места, Златна зора је на 3. месту заузела 3 места, а Комунистичка партија је заузела 2 места и Независни Грци добијају своје прво седиште икад. Лидер  Сиризе Ципрас рекао је да није анти-европски и не жели да напусти евро. Према "Економисту", Ципрас је спреман да преговара са грчко-европским партнерима и верује да би победа Сиризе могла подстицати радикалне левичарске партије широм Европе. Алекис Ципрас  је обећао да ће преокренути многе мере штедње које је усвојила Грчка пошто је 2010. године започет низ спашавања, иако у сукобима са ставовима Еврогрупе.
Актуелна владајућа коалиција у Грчкој је састављена од Сиризе и АНЕЛ-а (десничарска тврда евроскептична странка, коју води Панос Каменос, актуелни министар одбране).

### Мађарска
Виктор Орбан је мекан евроскептик премијер Мађарске за национално-конзервативну странку Фидес. Друга евроскептична странка у Мађарској је Јобик, радикална, ксенофобична и крајње десничарска партија.
У Мађарској 39% популације има позитивну слику о ЕУ, 20% има негативну слику, а 40% неутралну (1% "Не знам”).
На парламентарним изборима у Мађарској 2014. године, Фидес је добио 44,54% гласова, Јобик је добио 20,54% гласова, а комунистичка мађарска радничка странка добила је 0,58% гласова. Тако су евроскептичне партије у Мађарској добиле 65,66% гласова, једне од највиших бројки у Европи.
Зелено-либерална политика може бити другачија, класификује се као мекана или реформска евроскептичне странка, имајући у обзиру самопоуздани евро-критички став.
Током европске парламентарне кампање 2014. године, копредседник Андрас Шифер је описао ЛМП као изразито про-интеграциону позицију о политици заштите животне средине, плата и рада, као подршку аутономији држава чланица о самоодређењу локалних заједница у вези са земљишним ресурсима. Како би се борила против диференциране интеграције Европе са више брзина која дискриминише источне и јужне земље чланице, ЛМП би желео да иницира еко-социјалну тржишну економију унутар уније.

### Ирска
Евроскептицизам је у Ирској поглед мањине, уз истраживање мишљења из 2016 које указује на око 80% подршке чланству Европској унији (ЕУ).
Ирци су првенствено гласали против ратификације уговора из Нице и Лисабона. Али пратећи преговоре, други референдум за оба су прошла са око 2:1 већине у оба случаја. Неки коментатори и мање политичке групе су доводиле у питање валидност одлуке ирске владе да се позове на друге референдуме.
Левичарска Ирска републиканска партија Шин Фејн изражава благе евроскептичне позиције ка тренутној структури Европске уније и правцу у коме се креће. Партија изражава „подршку мерама широм Европе које промовишу и унапређују људска права, једнакост и све Ирску агенду”, али има принципијелну опозицију за европску супердржаву.Како било, у својој изјави за локалне изборе УК 2015. године Шин Фејн је рекао да би партија подржала кампању да УК остане у ЕУ. На последњим европским парламентарним изборима 2014. Шин Фејн је освојио 3 посланичка мандата, на другој позицији са 19,5% гласова.
Троцкистичка организација, Социјалистичка партија, подржава Ирску у напуштању ЕУ и подржава резултате Брегзита. Тврди да је ЕУ институционално капиталистичка и неолиберална. Социјалистичка партија је правила кампању против уговора Лисабона и Нице и подржава темеље алтернативној социјалистичкој ЕУ.

### Италија
Покрет пет Звезда (М5С), непознати покрет основан од стране бившег комичара Бепе Грила је схваћена као евроскептична партија. М5С је сакупила 25,5% гласова на локалним изборима 2013. године и тако постала највећа опозициона и евроскептична партија у Европи. Партија такође подржава облигаторни референдум повлачења Италије из Еврозоне (али не из Европске уније) и враћање на лиру.М5С-ова подршка је равномерно распрострањена по целој Италији, али је 2013. године партија била посебно јака у Сицилији, Лигурији и Маркеу, где је сакупила више од 30% гласова. Још једна еуроскептична партија је Северна лига, регионални покрет вођен Матеом Салвинијем који фаворизује излазак Италије из еврозоне и повратак лире. Али у Влади, Северна лига је, међутим, подржала Лисабонски споразум. Партија је освојила 6,2% гласова на европским парламентарним изборима, али два водећа члана су председници Ломбардије и Венета ( где је Северна лига сакупила 40,9% гласова 2015. године ).
На европским парламентарним изборима 2014. М5С је био други, освојивши 17 места и 21,2% гласова у такмичењу за места у Европском парламенту по први пут. Северна лига је узела 5 места, и Друга Европа са Триспрасом је узела 3 места.
Друге мање евроскептичне организације обухватају десничарске политичке партије (Италијанска браћа, Социјални покрет Пламен тробојке, Нова снага, Национални фронт, Цаса Поунд, Национални покрет за суверенитет, Покрет против евра), левичарке политичке партије (Комунистичка партија Марка Риза, Италијанска комунистичка партија ) и друге политичке покрете (Суверенистички фронт, ММТ Италија). Такође, ЕУ је критикована ( поготово за креирање евра ) од стране неких левичара, као што су Ђорђо Кремачи и новинар Паоло Барнард неки академци као што су економисти Алберто Бањаи и Владимиро Ђаче, филозоф Диего Фузаро и математичар Марино Бадиале.
Према 22 истраживања спроведених у јулу 2017 про-ЕУ партије које су учествовале у истраживању ( Демократска партија, Напред Италија, Демократе и Напредњаци, Популарна алтернатива) би у просеку добиле 46,64% гласова, док би евроскептичне партије ( М5С, Северна лига, Ми са Салвинијем, Италијанска левица, Италијанска браћа) добиле би 49,02% гласова. Према стандардном Евробарометру 87 вођене Европском комисијом у пролеће 2011. године, 48% Италијана има тенденцију да не верује Европској унији у поређењу са 36% који верују.

### Летонија
Национална алијанса ( За отаџбину и слободу/ЛХНК/Сви за Летонију ) Унија зелених и фармера, и За Летонију од срца су партије које неки политички аналитичари описују као прихваћени благи евроскептични поглед. Мала чврста евроскептична партија Евроскептична партија акције постоји, али није успела да сакупи ни један посланички мандат током историје свог постојања.

### Литванија
Партија Ред и правда има углавном евроскептичне ставове.

### Малта
Партије са углавном евроскептичним поледом су биле Лабоур партија и Либертас Малта.
Радничка партија није била за то да Малта уђе у  ЕУ, али јесте била за партнерство са ЕУ. Након дуге борбе Национална партија предвођена Едијем Фенечом Адамијем је освојила референдум и изборе, учинивши Малту једном од држава које су ушле у ЕУ 1. маја 2004. Партија је сада проевропска.
Либерална партија није активна од 2016.

### Холандија
Историјски, Холандија је била веома проевропска земља, као један од 6 оснивача Европске заједнице угља и челика 1952. године и одржавала кампање са много труда да укључи и УК у Заједницу 1970-их, и остале након тога. Постала је евроскептична за нијансу 2000-их, одбијајући Европски устав 2005. и жалила се на релативно висок финансијски улог у Унију или демократски дефицит између проблема.
Националистичка партија Слободе (основана 2006) жели да Холандија напусти ЕУ у потпуности јер верује да је ЕУ недемократска, кошта и не може да затвори границе за имигранте.
Социјалистичка партија мисли да је ЕУ већ донела Европи 50 година мира и просперитета и образлаже да је Европска кооператива од кључног значаја за решавање глобалних проблема као што су климатске промене и интернационални криминал. Али Социјалистичка партија тврди да тренутном Унијом доминирају велики послови и велике земље, док су мале компаније и конзумерске организације често занемарене. „Нолибералне” мере су наводно повећале друштвену неједнакост и можда асе Унија пребрзо шири и преузима превише моћи над проблемима који би требало да се решавају на националном нивоу.
Конзервативна протестантска реформисана политичка партија и Хришћанска унија подржавају сарадњу са ЕУ, али одбијају супердржаву, поготово ону где доминирају католици и која се заснива на верским правима и привилегијама.
Еколошка партија за животиње подржава сарадњу са ЕУ, али верује да тренутна ЕУ не поштује довољно права животиња и треба да има активнију политику за заштиту средине.
Упркос овим бригама, 2004. године је већина холандских бирача наставила да подржава партије које подржавају Европске интеграције : Социјалдемократе, Хришћанске демократе, Либерале, али највише (либералне) демократе.

### Пољска
Углавном евроскептичне партије су Слобода, Конгрес новог права, Национални покрет (са Правом политичком унијом), и Право и правда, тренутном владајућом партијом у Пољској.
Последњи председник Пољске Леч Качински је одбио Лисабонски споразум због Повеље о фундаменталним правима Европске уније. Затим је Пољска одустала од ове повеље. Као пољски председник, Качински је, такође, зауставио владине намере да се придружи еврозони.
Године 2015. је примећено да евроскептицизам расте у Пољској, што се приписивало економској кризи, забринутост око мешања Брисела и миграције. Пољски председник Андреј Дуда је нагласио да би волео да се Пољска повуче из даљих европских интеграција. Рекао је да би земља зауставила референдум за придруживање евру, опирала се даљим интеграцијама и борила се против зелене политике ЕУ.

### Португалија
Главне евроскептичне партије у Португалији су Странка народне обнове  (СНО), Португалска комунистичка партија (ПКП) и Леви блок (ЛБ). Истраживање мишљења у Поругалији 2015. године указује да 48% не верује ЕУ, док 79% не верује Влади Поругала ( тадашњој Потугал Ахеад ). Еуроскептичне политичке партије заједно имају 34 од 230 места у Португалском парламенту (ЛБ 19, ПКП 15, СНО 0) и 4 од 21 португалског места у Европском парламенту.
На последњим европским парламентарним изборима 2014. године Португалска комунистичка партија је освојила 3 посланичка мандата, а Леви блок 2 мандата.

### Румунија
Неколико партија које подржавају евроскептична уверења постоје као десничарске, као што је Нова Република, Странка велика Румунија и Ноуа Дреапта, али у августу 2016. године ни једна од ових партија није представљена у Европском парламенту. Евроскептицизам је релативно непопуларан у Румунији, све заступљене партије су проевропске и истраживање 2015. је показало да 65% Румуна има позитиван став према чланству ЕУ.

### Словачка
Евроскептичне партије су заступљене у Скупштини, то су Народна странка – наша Словачка и Ми смо породица. Истакнути словачки политичари су  Рицхард Сулíк, Борис Колар и Мариан Котлеба. Благе евроскептичне партије су  Слобода и солидарност, Словачка национална странка, Обични људи и независне особености и Нова већина.

### Словенија
Партије са углавном евроскептичним схватањима су Словеначка национална Партија и Уједињена левица.

### Шпанија
Кандидатура народног јединства, левичарска политичка партија се око 1300 чланова заговара независност Каталоније ван ЕУ.
Шпанија је била једна од неколико држава која је гласала за европски Устав на референдуму у фебруару 2005, мада са мањим исходом у Каталонији и Баскији. Међутим, поверење у ЕУ је касније опало. На основу истраживања јавног мишљења, 2015. године 61% Шпанаца није имало поверења у ЕУ, насупрот 25% који јој верују ( 14% су неопредељени ).

### Шведска
Левичарска Партија Шведске је против чланства у ЕУ и жели да Шведска напусти ЕУ.
Десничарска партија Шведске демократе су такође чврсто против Уније и подржавају повлачење из ЕЕА.
Листа јун, евроскептична листа која се састоји од левичарских и десничарских чланова је освојила три места на изборима за европски парламент 2004. године и заседала и критичкој ИНД/ДЕМ групи ЕУ у Европском парламенту. Покрет јединства  против Европске уније подржава напуштање ЕУ.
Око 80% Риксдаг чланова представља партије које званично подржавају чланство Шведске.
На Европским парламентарним изборима 2014. године Шведске демократе су освојиле 2 места са 9,67% гласова, а левичарска партија је освојила један мандат са 6,3% гласова.

### Уједињено краљевство
Евроскептицизам у УК је значајан елемент у Британској политици од почетка Европске економске заједнице  (ЕЕЦ), претходника ЕУ. ЕУ чврсто дели британску јавност, политичке партије, медије и цивилно друштво.
Независна партија УК је подржала идеју да УК унилатерално напусти ЕУ још од њеног настанка. Током референдума 23. јуна 2016. године конзервативци нису имали званичан став о проблему; мада је њихов лидер Дејвид Камерун био за останак у ЕУ, партија је била подељеног мишљења. Радничка партија је званично подржала останак у ЕУ иако је лидер Џереми Корнин предложио раније у кампањи да ће уважити повлачење. Либералдемократе су биле највећа про-ЕУ странка, а од референдума про-европеанизам је њихова главна политика.
Референдум је резултирао већином гласова за напуштање ЕУ, насупрот остајању у ЕУ са 51,9% према 48,1%. Гласови су подељени међу земљама у УК где је већина у Енглеској и Велсу гласала за напуштање, а већина у Шкотској и Северној Ирској, укључујући и Гибралтар, је гласала за останак. Као резултат референдума, влада је обавестила ЕУ о својој намери да се повуче 29. марта 2017. године позивајући се на 50. члан Лисабонског договора.

### Сан Марино
Референдум је био одржан у микростаници на копну 20. октобра 2013, где су грађане питали да ли држава треба да призна апликацију за улазак у Европску унију. Предлог је био одбијен због слабог одзива, иако је 50,3% гласача одобрило. „Јес“ кампања је била подржана од стране главних левичарских партија(Социјалистичка партија, Уједињена левица) и Унија за Републику док је Хришћанска демократска партија сугестивно гласала са празним папиром, Популарна Алијанса декларисала је себе неутралном, и Ми Санмаринци и РЕТЕ покрет подржали су кампању са „Не“. Директива о правима грађана, које дефинишу право на слободно кретање  за грађане Европске уније, може бити важан разлог за то гласање са не.

### Србија
Политичке организације у Србији са евроскептичним погледима су Левица, Партија радикалне левице, Покрет социјалиста, Српска радикална странка, Демократска странка Србије, Двери, Заветници, Доста је било, Здрава Србија, Покрет обнове Краљевине Србије и Српска народна партија.

### Швајцарска
Швајцарска је дуго била позната по својој неутралности и интернационалној политици. Швајцарски гласачи су одбили чланство у Европском економског простору 1992. године, и чланство Европске уније 2001. године. Упркос усвајању неколико референдум за ближе односе између Швајцарске и Европске уније као што је усвајање билатералних уговора и придруживање шенгенског подручја, други референдум о придруживању ЕЕП и Европске уније не очекује се, и општа јавност се и даље противи придруживању.
У фебруару 2014, швајцарски гласачи уско су одобрили референдум ограничавању слободе кретања грађана Европе у Швајцарској.
Евроскептичне политичке партије укључују Швајцарску народну партију, која је највећа политичка партија у Швајцарској, са 29,4% популарних гласова на федералним изборима 2015 године.  Мање евроскептичне партије укључују, али нису ограничене на, Федералну демократску унију, Тицино лига, и Женевски градски покрет, све које се сматрају десничарским партијама.
У додатку, кампања за Независну и неутралну Швајцарску је политичка организација из Швајцарске која се снажно супротставља Европској унији.
Регионално гледано, већина која говори немачким језиком  у Швајцарској највише су евроскептични,  док француско говорно подручје Швајцарске изразито проевропско. Ипак референдумом из 2001 већина људи који причају француски гласало је против чланства у Европској унији.
Према анкети из 2016 године спроведене од стране М. И. С  Тренда објављене у часопису Ебдо, 69% грађана Швајцарске подржава систематичне контроле граница, а 53% желе рестрикцију од ЕУ према споразуму о слободном кретању људи, а 14%  хоће да буде потпуно укинута. Какогод, 54% популације Швајцарске изјавили су да ако је потребном они ће напослетку задржати споразум о слободу кретања свих људи.

### Турска
Две главне евроскептичне партије су десничарски ултранационалисти, Странка националистичког покрета (СНП), која је обезбедила 16,29% гласова, и 40 места у Парламенту на задњим изборима, и Странка блаженства, десничарска сунистичка исламистичка странка која нема мандата  у парламенту, зато сто су обезбедили само 0,68% гласова на задњим изборима, далеко испод 10% који су били потребни да бих се прешао цензус.
Многе левичарски националисти и десничарске партије немају мандата у Парламенту али контролишу многе активисте и студентске покрете у Турској. Патриотска партија (раније Радничка партија) сматрају Европску унију претечу глобалног империјализма.

### Украјина
Партије са главним евроскептичним погледима су Партија региона, Комунистичка партија Украјине и Десни сектор.
Екстремно десничарска украјинска странка Десни сектор, противи се учлањењу у Европску унију. Европску унију сматрају угњетачем европских народа.